# Herbert Wagner
Herbert Alois Wagner (22 de maig de 1900 - 28 de maig de 1982) va ser un científic austríac que va desenvolupar nombroses innovacions en els camps de l'aerodinàmica, les estructures dels avions i les armes guiades. És famós per la funció de Wagner que descriu un augment inestable de les ales i va desenvolupar la bomba planadora Henschel Hs 293, antecendent dels míssils anti-vaixells.

## Biografia

### Primera Guerra Mundial i anys 20
Wagner va assistir a l'Acadèmia Naval austríaca entre 1914 i 1917 i va servir com a Fähnrich a la Marina austríaca durant la Primera Guerra Mundial. Va sobreviure a l'enfonsament del seu vaixell després de ser torpedinat. Després de la guerra va tornar als seus estudis, obtenint un doctorat per la Universitat Tècnica de Berlín quan només tenia 23 anys. La seva tesi doctoral titulada "Origen de l'aixecament dinàmic de les ales" contenia la solució d'un dels problemes fonamentals de l'aerodinàmica. El resultat després es coneix com a "Funció de Wagner".
A mitjans dels anys vint va treballar per Rohrbach Metall-Flugzeugbau en nous dissenys per a hidrocanoes. Durant aquest temps també va inventar l'anomenat feix de Wagner,un mètode per construir components estructurals d'avions a partir de xapa metàl·lica. Després d'una breu etapa com a professor a la Universitat Tècnica de Berlín, va tornar a la indústria aeronàutica treballant a Junkers Flugzeugwerke, ajudant a dissenyar motors d'avió i aeronaus treballant juntament amb Hans von Ohain. Allà va exercir un paper instrumental en el desenvolupament dels primers motors de reacció. Va deixar Junkers arran d'un desacord amb la direcció i es va instal·lar a Henschel Flugzeugwerke a Berlín. Allà va ser el cap del Sonderabteilung F (Sonderabteilung Forschung. Alemany:Departament especial de Recerca) i va fer que Konrad Zuse fos indispensable i el va portar a Henschel.

### Segona Guerra Mundial
Mentre estava a Henschel, Wagner va començar a estudiar els avions controlats de forma remota. El juliol del 1940, va començar a treballar en un prototip d'una bomba planadora que es podia utilitzar per atacar vaixells de guerra poc blindats i vaixells mercants. Això finalment va evolucionar cap a la bomba planadora Henschel Hs 293, usades amb una efectivitat considerable a finals de 1943 i principis de 1944. Es van assolir diversos èxits notables, inclòs el primer enfonsament d'un vaixell per una arma controlada de forma remota; la destrucció de l'HMS Egret el 27 d'agost de 1943. Un altre èxit notable per a la Hs 293 va ser l'enfonsament del transport HMT Rohna amb la pèrdua de més de 1000 soldats, mariners i tripulants. No obstant això, els aliats van desenvolupar diverses contramesures electròniques, com els bloquejadors electrònics, contra les Hs 293 i altres armes guiades per ràdio com la Fritz X. Aquestes i la creixent superioritat aèria van evitar que les H3 293 tinguessin un impacte significatiu en els darrers anys de guerra. També va dissenyar el míssil guiat terra-aire Henschel Hs 117 Schmetterling.

### Postguerra
Després de la guerra, Wagner va ser el primer dels molts científics alemanys portats a Amèrica com a part de l'Operació Paperclip, va arribar a Frederick, Maryland el 18 de maig de 1945 amb set grans caixes plenes de plànols i altres dades tècniques. Wagner i el seu equip van ser traslladats al Special Devices Center, una unitat de recerca dirigida per la Marina dels Estats Units.
Wagner va deixar el servei governamental dels Estats Units i va formar la seva pròpia empresa de consultoria tècnica, HA Wagner Company. Va vendre aquesta empresa a Curtiss-Wright el 1957 i va tornar a Alemanya per ocupar un lloc com a professor de Mecànica Tècnica i Tecnologia de l'Espai a la Universitat Tècnica d'Aquisgrà. Va continuar exercint com a assessor tècnic de diverses empreses de defensa dels Estats Units durant aquest període. Wagner va ser guardonat amb el Ludwig-Prandtl-Ring de la Deutsche Gesellschaft de Luft-und Raumfahrt (Societat Alemanya d'Aeronàutica i Astronautica) per "una contribució destacada en el camp de l'enginyeria aeroespacial" el 1980. Va morir als 82 anys el 28 de maig de 1982.